# Burlington-Edison High School
Burlington-Edison High School je státní střední škola v Burlingtonu v americkém státě Washington. Obsluhuje školní okrsek Burlington-Edison, kam patří také obce Edison, Alger a Bow. Nynější ředitelkou je Beth Vanderveen a jejími zástupci jsou Mike Curl a Todd Setterlund. Školním maskotem je tygr, zatímco školní barvy jsou modrá a zlatá.
Škola vznikla roku 1943 spojením Burlington High School a Edison High School. Zatímco nynější maskot a barvy pochází z prvně jmenované školy, Edison High School byla do té doby červenobílá a jako maskota měla zapalovací svíčku. Nynějším hlavním rivalem školy je Mount Vernon High School.
Ve školním roce 2005/06 školu navštěvovalo 1 145 žáků, z nichž 78 % byli běloši, 3 % Asiaté a 1 % Afroameričané. Mezi studenty bylo také 17 % žáků hispánského původu.

## Sporty
Stadion školy má název Kirkby Field, který získal v listopadu 1992 po zdejším legendárním sportovci Rolandu Kirkbym. Na stadionu hraje své domácí zápasy školní tým amerického fotbalu, který byl úspěšný především v 70. a 80. letech, kdy pod koučem Glennem Rickertem vyhrál třikrát státní mistrovství.
Od zimy 2005 ocenila škola již několik ze svých sportovců ve své síni slávy. Noví sportovci jsou přidáváni každou zimu při vybraném basketbalovém zápase. Síň slávy se nachází ve vestibulu hlavní tělocvičny. Zvěčněni jsou v ní Roland Kirkby, Mel Hein, Melvin Peth a Marvin Fredrickson.
Jedním z nedávno úspěšných školních týmů má dívčí fotbalový program, který se dostal na státní mistrovství v letech 2005 a 2006. V dalším roce sice skončil ve své lize druhý za školou Archbishop Murphy High School v Everettu, ale opět se na státní mistrovství dostal. Z něj odjel domů stříbrný pro prohře s Fife High School z města Fife.
Chlapecký golfový program školy má za sebou osm vítězství státního mistrovství, to poslední přišlo roku 1997. Dívky vyhrály jen dvakrát, a to v letech 1989 a 1990. Posledními individuálními státními mistry ze školy jsou Matt Thurmond z roku 1993 a Stephanie Linnell z roku 2000.
V posledních letech bývá úspěšný i tým přespolního běhu pod vedením trenérky Sue Wright. Roku 2004 se umístil pátý na státním mistrovství, o rok později dokonce třetí. V roce 2006 utrpěl za celou sezonu jedinou porážku a nakonec vyhrál státní mistrovství, které se mu podařilo obhájit i o rok později. V roce 2008 tým ve finále státního mistrovství prohrál se Sehome High School z Bellinghamu, avšak v roce 2009 přišlo další první místo.
V letech 1971, 1977 a 1986 vyhrál tři státní mistrovství i školní tým amerického fotbalu, který byl tehdy veden legendárním koučem Glennem Rickertem, z nějž se nakonec stal, alespoň co se počtu vyhraných zápasů týče, nejúspěšnější kouč středoškolského amerického fotbalu ve státě Washington. V posledních letech se tým pomalu vracel na výsluní, a to pod vedením kouče Bruce Shearera, který ale odešel v roce 2011. Od roku 2005 se týmu podařilo kvalifikovat se šestkrát v řadě do státního mistrovství. Každý rok se hraje zápas mezi Burlington-Edison High School a rivalem Mount Vernon High School, který je znám jako Bitva o most. Po odchodu kouče Shearera se novým trenérem stal poměrně mladý absolvent školy Herb Lehman, který zde hrál v obraně mezi lety 1991 a 1994 a na školu se vrátil v roce 1999 jako obranný koordinátor pod koučem Shearerem.

## Známí absolventi
- Danielle Fisher - první žena a ve své době nejmladší člověk, který zdolal všech sedm vrcholků Koruny planety
- Edward R. Murrow - známý rozhlasový hlasatel proslulý svými zprávami z 2. sv. války
- Mel Hein - člen síně slávy NFL a jediný offensive lineman, který kdy vyhrál titul nejužitečnějšího hráče ligy, také jeden ze dvou hráčů jejichž čísla byla vyřazena na Washington State University